# Hydrolysat
Ne pas confondre avec Hydrolat, le résidu aqueux de l’entraînement à la vapeur d'une substance organique volatile peu soluble dans l'eau.
Les hydrolysats au sens général du terme sont le produit de l'hydrolyse de substances organiques en solution aqueuse. Ils sont souvent obtenus par ajout d'un acide ou d'une base forte à la solution, ou au moyen d'enzyme en biochimie. Lorsqu'il s'agit de macromolécules biologiques comme des protéines, celles-ci sont lysées en molécules peptidiques de plus bas poids moléculaire, ou en acides aminés, les blocs élémentaires qui les constituent.
Certains produits d'hydrolyse de protéines peuvent être destinés à des fins médicales spéciales comme compléments alimentaires ou diététiques. Ils doivent être alors utilisés sous contrôle médical.